# 22627 Aviscardi
22627 Aviscardi è un asteroide della fascia principale. Scoperto nel 1998, presenta un'orbita caratterizzata da un semiasse maggiore pari a 2,2085533 UA e da un'eccentricità di 0,1528342, inclinata di 0,69609° rispetto all'eclittica.